# Карьеры Нижние
Карьеры Нижние — поселок в Холмогорском районе Архангельской области.

## География
Находится в южной части Архангельской области на расстоянии приблизительно 21 км на юг-юго-восток по прямой от административного центра района села Холмогоры на правом берегу реки Северная Двина.

## История
Еще в 1600 году в этом месте (село Панилово) была построена деревянная Никольская церковь (сгорела с 1940-х годах). Также здесь была деревянная Ильинская церковь. В 1859 году здесь (тогда село Паниловское Холмогорского уезда Архангельской губернии) было учтено 17 дворов. До 2015 года входила в Копачёвское сельское поселение, с 2015 по 2022 в Матигорское сельское поселение до его упразднения.

## Население
Численность населения: 55 человек (1859 год), 17 (русские 94 %) в 2002 году, 7 в 2010.